# 花押字

文藝復興時期德國藝術家阿爾布雷希特·丢勒取首字母A、D組成的文織字母簽名

花押字（英語：monograms），又稱文織字母，是一種裝飾圖案，指重疊、結合兩個或以上字素而形成的符號。它通常取個人或機構的首字母，拼製成易於辨認的代號或標識。據悉，花押字最早出現於公元前350年的硬幣之上